# クリヤマ
クリヤマジャパン株式会社は、大阪市中央区に本社を置く、ゴム・合成樹脂製品を主体にした産業用資材、建設用資材、スポーツ施設用資材の製造、販売、施工、スポーツアパレルの販売を主業とする企業。
現在の法人は2代目で、1939年創業の「クリヤマ株式会社」が2012年10月1日をもって持株会社に移行し、社名をクリヤマホールディングス株式会社に改めた上で同社から事業譲渡を受けた会社で、クリヤマホールディングスグループのアジア地域における中核事業会社の位置づけを持つ。

## 沿革
- 2013年11月15日 - （初代）クリヤマ株式会社の取締役会にて、会社分割による持株会社体制への移行及び分割準備会社設立を決定[1]。
- 2014年2月2日 - 分割準備会社「クリヤマジャパン株式会社」として設立。
- 2014年2月23日 - （初代）クリヤマ株式会社からクリヤマジャパン株式会社への吸収分割契約を締結[2]。
- 2014年10月1日 - 吸収分割を実施。（初代）クリヤマ株式会社が持株会社「クリヤマホールディングス株式会社」に改称し、クリヤマジャパン株式会社が「（2代目）クリヤマ株式会社」に改称した上で（初代）クリヤマ株式会社の事業を譲受。
- 2022年1月1日　-商号変更の実施。「（2代目）クリヤマ株式会社」を「クリヤマジャパン株式会社」へ改称した。

## 事業内容
産業資材事業
- 量産機械用資材 - 主に農業機械・建設機械・自動車など、各種量産機械に組み込まれるゴム・樹脂・金属等による各種部材の納入。
- プラント用資材 - 主に電力・船舶・化学プラント等の各種大規模設備の導入における部材の納入及び施工。

建設資材事業
- 道路橋梁用資材 - 道路用橋梁および関連施設等の免震等各種装置・資材の納入・施工。
- 港湾・土木用資材 - 港湾・公園・公共施設等の遮水・止水等各種資材の納入・施工。
- 建築用資材 - 駅舎・官民一般建築物等各種建築資材の納入・施工。
- 都市景観用資材 - 駅前広場・歩道橋・バスシェルター等各種都市景観用部材の納入・施工。

スポーツ施設資材事業
- インドア用資材 - 各種弾性床材の納入・施工。
- アウトドア用資材 - 各種屋外競技場、運動関連施設等における各競技専用資材の納入・施工。

## 主な関連企業
国内子会社
- クリヤマプリージア株式会社‐ダストコントロール関連商品販売、不動産管理等
- 株式会社クリヤマ技術研究所‐ゴム製品、樹脂製品の研究、商品開発等
- 株式会社サンエー-尿素水識別センサー、燃料識別センサーの開発・製造・販売

海外子会社
- 上海栗山貿易有限公司‐工業用ゴム・合成樹脂製品、建築資材の販売
- KURIYAMA(THAILAND)CO.,LTD.‐量産機械用資材等の販売

国内関連会社
- ノルマ・ジャパン株式会社‐NORMA製品の販売支援・技術支援
- オーパーツ株式会社-ストライビング事業、建設業に関わる石・タイル工事業等

海外関連会社
- 愛楽（佛山）建材貿易有限公司‐建築資材の輸出